# 海爾德伯爵和公爵列表

海爾德伯爵徽章

本列表列出統治海爾德的伯爵和公爵。

## 伯爵
- 格拉爾一世，1096—1129
- 格拉爾二世，1129—1131
- 亨利一世，1131—1182
- 奧東一世，1182—1207
- 格拉爾三世，1207—1229
- 奧東二世，1229—1271
- 雷諾一世，1271—1318
- 雷諾二世，1318—1339

## 公爵

1379年分家后的纹章

- 雷諾二世，1339—1343
- 雷諾三世，1343—1361
- 愛德華，1361—1371
- 威廉一世，1377—1402
- 雷諾四世，1402—1423
- 阿爾諾·范·埃格蒙，1423—1465
- 阿道夫·范·埃格蒙，1465—1471
- 阿爾諾·范·埃格蒙，1471—1473
- 大膽查理，1473—1477
- 勃艮第的瑪麗，1477—1482
- 菲利普一世，1482—1492
- 卡雷爾，1492—1538
- 威廉二世，1538—1543